# Lista över fornborgar i Östergötland
I landskapet Östergötland finns 143 fornborgar registrerade i FMIS. Flest fornborgar finns i Östra Ny socken där åtta fornborgar är kända, inte långt efter kommer dock Kvillinge och Häradshammars socknar med sex fornborgar vardera.

## Finspångs kommun
I Finspångs kommun finns fem fornborgar registrerade. Torstorpeberg; strax väster om Torstorp, Skansberget; nordväst om Hällestad, Loreborg; nordväst om Lotorp samt Kallhäll och Borgarberget, norr respektive söder om Skedevi.

## Kinda kommun

### Medelöskans
Medelöskans är en fornborg på cirka 180–190 m ö.h. i Kättilstad, Kinda kommun. Den är 150 × 60 meter stor och avgränsas av branta sluttningar och stup. I nordnordväst och söder har det funnits stenvallar, som numera är raserade. Enligt traditionen har Nils Dacke hållit till här.

## Linköpings kommun

### Styvingeborgen
Styvingeborgen är en fornborg på cirka 100 m ö.h. i Vists församling, Linköpings kommun. Den ligger på en bergshöjd, med naturliga stup i öster och söder och rester av murar i väster och norr. Borgen är 130 × 70 meter stor. I dess södra del finns en vattenkälla. Mycket tyder på att den anlades under romersk järnålder, cirka 0–400 e.Kr., då det bara 500 meter från borgen finns en bosättning och stensättning från denna tid. Mellan stensättningen och fornborgen finns flera stensträngar och röjda ytor. En fosfatkartering 1987 visade att det funnits en bosättning uppe i borgen. Fornborgen upptäcktes 1985 av medlemmar Vists hembygdsförening. Inte långt från Styvingeborgen ligger två andra fornborgar, Gattorpborgen och Uvebergsborgen.

## Motala kommun
I Motala kommun finns tre fornborgar registrerade, samtliga i de båda angränsande socknarna Kristberg och Brunneby. Alla tre borgarna är belägna i skogsmark norr om vattenleden genom sjön Boren och vidare öster ut i Motala ström. Den i Kristbergs socken, Bergklint (även kallad Borgklint), ligger på ett berg i närheten av en å som mynnar ut i sjön Stråken och som tillhör Finspångsåns vattensystem (RAÄ-beteckning Kristberg 41:1). Nära Bergklint finns Berggölen, även kallad Borggölen. Fornborgen på Juteberget (RAÄ Brunneby 6:1) ligger i närheten av Borensberg och Motala ström medan den på Vargklevsberget (Brunneby 5:1) ligger strax väster om Lickasjön, som mynnar ut i Hällestadsån som tillhör Finspångsåns vattensystem.

## Norrköpings kommun

### Bobergets fornborg

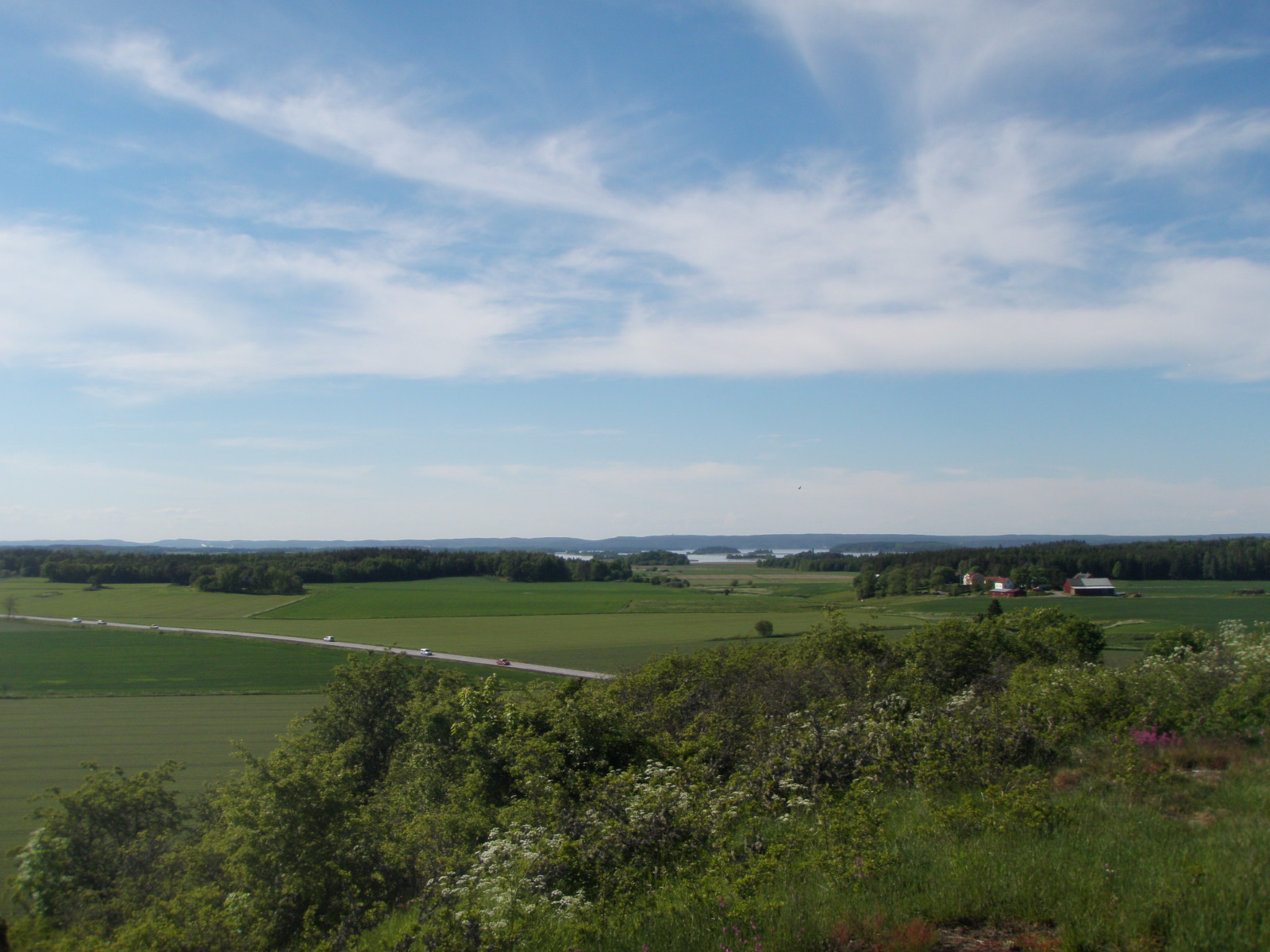
Utsikt mot Bråviken, från Bobergets fornborgsplatå.

Bobergets fornborg i Östra Stenby socken på Vikbolandet i Norrköpings kommun är befäst på den södra sidan med en kraftig försvarsvall av storsten och jord, medan resten av borgberget skyddas av naturliga stup. Sannolikt fanns en träpalissad på grundmuren. För att ytterligare försvåra för anfallare hade man även en stenvall framför den stora vallen. Den syns idag som en låg stensträng. Arkeologiska utgrävningar 1906–1909 och 1913 under Oscar Almgrens och Bror Schnittgers ledning visar att uppe på Boberget finns metertjocka kulturlager med fynd som är vanliga på järnålderns boplatser. Det är keramik, silkärl, sländtrissor, malstenar, husdjursben, nitar och spikar. Det finns också spår av krigare: svärdfäste, spjutdelar, spelbrickor och knivar. Krigarna kan ha varit en del av fornborgens försvar. En del fynd är unika såsom den kornmjölsbulle som hittats här. Brödbullen är daterad till 400-500-talet e.Kr. På 1800-talet noterades en husgrund inne i fornborgen och troligen avsågs den man ser intill borgvallens norra del. Husgrunden är inte daterad, möjligen är den är från folkvandringstiden. Denna fornborg gav 1906 de första anvisningarna om de svenska fornborgarnas ålder och kultursammanhang, genom de artefaktfynd som gjordes, som kom den arkeologiska disciplinen till godo. Innan dess hade man knappt någon vetskap alls om fornborgarna.

### Borgarberget
Borgarberget är en fornborg på cirka 90–110 m ö.h. vid Hults bruk i Kvillinge socken, Norrköpings kommun. Fornborgen mäter cirka 650 × 230 meter och omgärdas av 10 till 70 meter långa murrester. Den sammanlagda längden på kallmurningarna är cirka 300 meter. Denna fornborg som ligger på en kraftig bergsformation har två befästa förvallar och är ur försvarssynpunkt väl skyddad av flera branta bergväggar. Traditionen säger att denna fornborg användes som gömställe av svenskarna under det Stora nordiska kriget, då ryssen kom och brände Norrköping en sensommardag 1719. Även ett lass med silver skulle ha gömts i bergsskrevorna under denna tid.

### Brudbergets fornborg

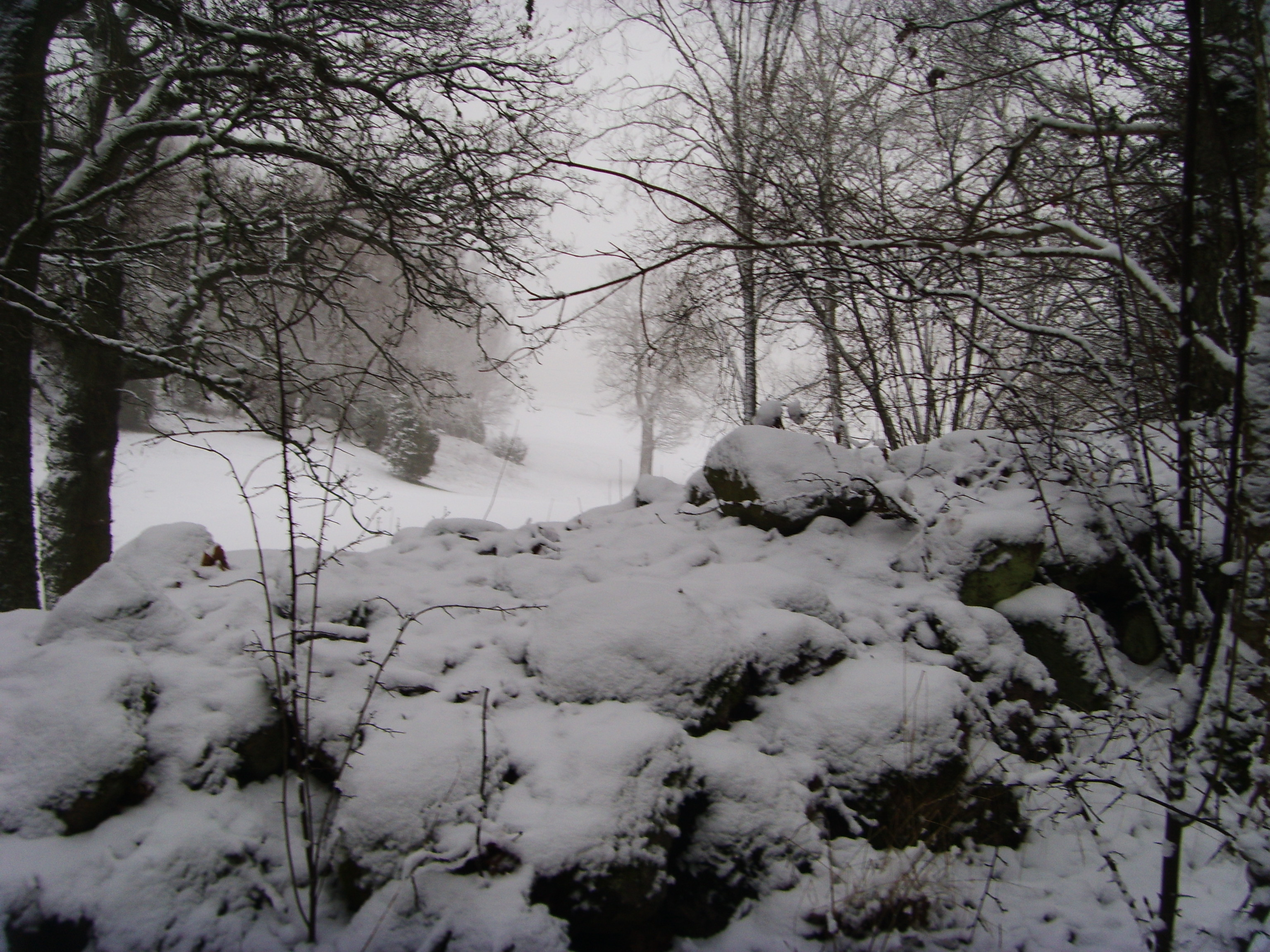
Brudbergets fornborg

Brudbergets fornborg ligger i Norrköpings Borgs församling och stupar till större delen brant i cirka tio meter och har därmed haft ett naturligt försvar åt alla väderstreck utom mot sydost, där marken är mera långsluttande. Här har försvaret förstärkts med två stenvallar, i vinkel bruten. Murarnas läge är strategiskt konstruerade, men i övrigt är de idag helt gärdesgårdslika. Delvis beroende på att marken i Klinga länge har utnyttjats intensivt och därmed har det plockats bort nedfallen sten från stenvallarna. Alldeles invid den knappt 1,5 m breda ingången till fornborgen finns sedan decennier tillbaka en utslagsplats för en golfbana. Denna kan eventuellt ha skadat den ena muren, som annars kan ha haft en möjlig fortsättning här. I alla fall återstår av murkomplexen två partier, varav den största eller inre muren är 80 m lång och går i en båge i huvudriktning NÖ-SV och den mindre eller yttre muren som är 40 m lång och löper i en båge åt VSV. År 1913 undersöktes cirka 50 m² av borgområdet av arkeologen Bror Schnittger. Han påträffade bland annat en kniv av järn, omkring 400 keramikskärvor av grovt lergods (en del med silhål), 27 hela och ett stort antal fragment av genomborrade lertrissor, mer än 100 klenstycken och brända lerklumpar, kol, fragment av tre brynen samt rester av kvarnstenar och löpare till dessa. Fynden visar att borgen har utgjort en befäst boplats och det är möjligt att borgen också har samband med en äldre sträckning av huvudlandsvägen genom Östergötland, såsom den invid belägna bergbacken i Resebro mosse vid namn Öna, som enligt tradition också ska ha haft en fornborg (RAÄ Borg 134:1).

### Gullborg

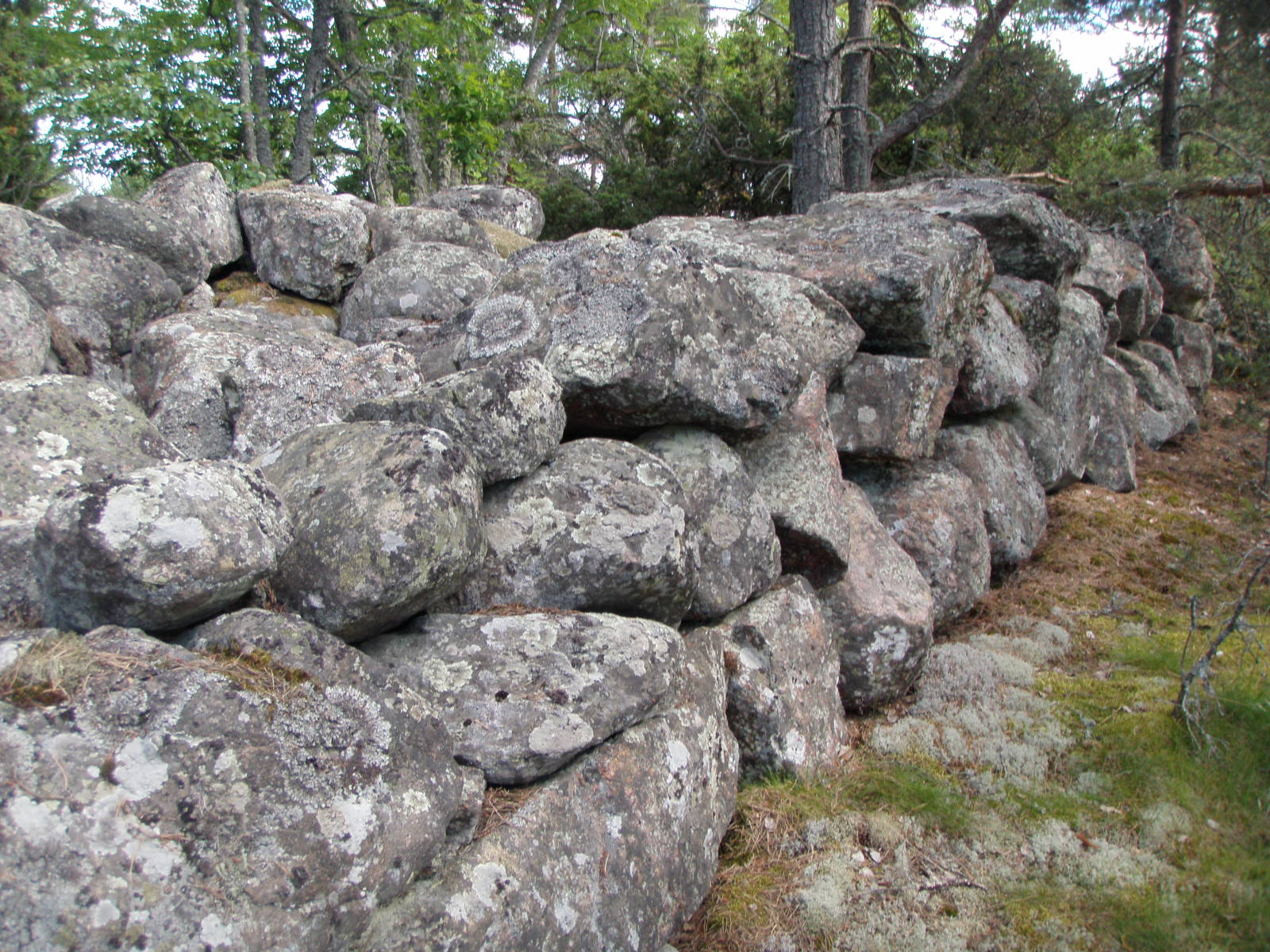
Gullborgs massiva murar.

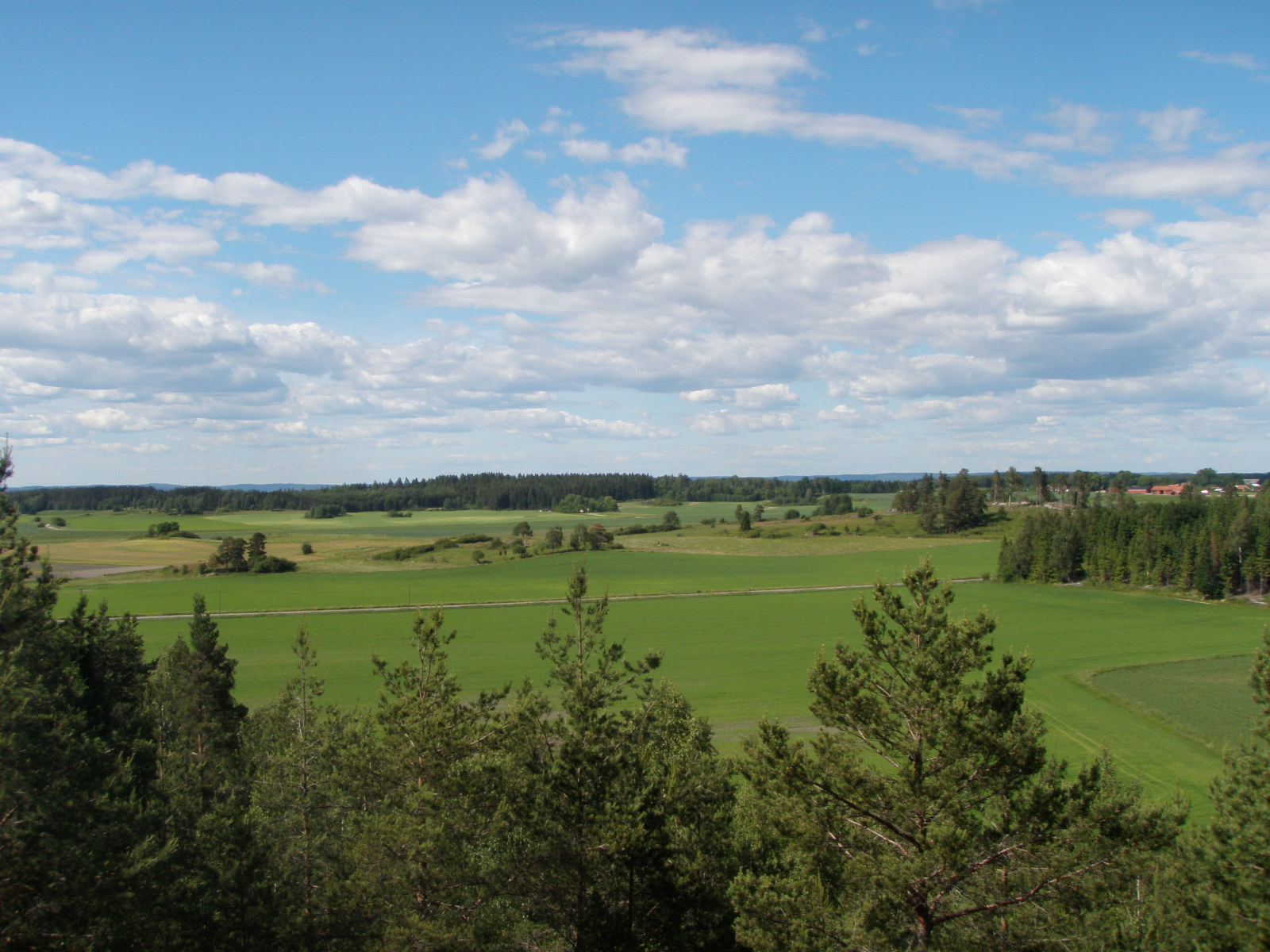
Utsikt mot nordväst från Gullborg. I Smedby i Tingstads socken, drygt 2 km från fornborgen i detta väderstreck, hittade man en silverskatt i slutet av 1960-talet. Den innehöll 553 islamiska mynt och silversmycken, hitförda under yngre järnåldern.

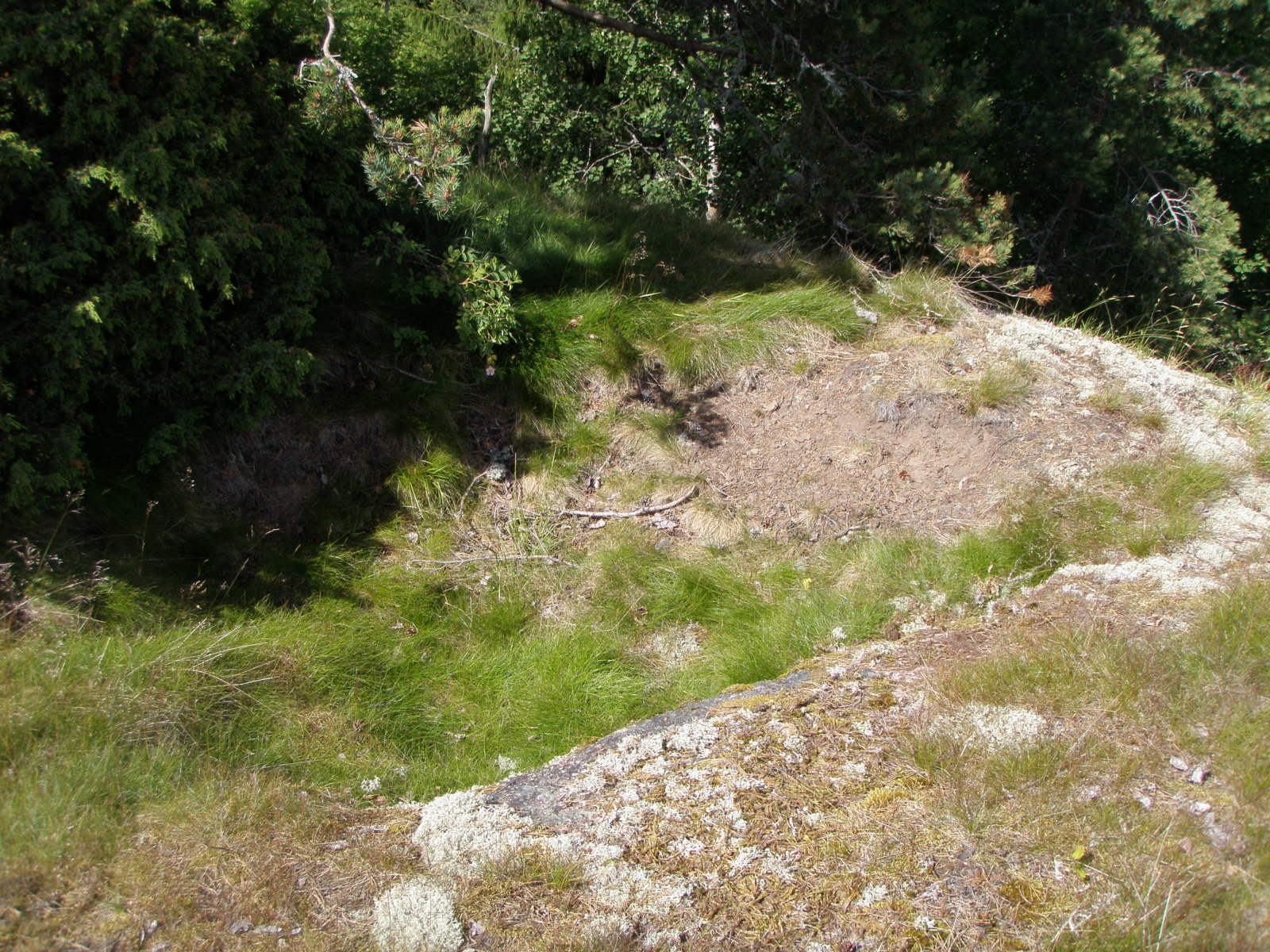
Sannolikt en av Bror Schnittgers arkeologiska utgrävningsrutor från sommaren 1909.

Fornborgen Gullborg (även tidigare Gullberg och lokalt Gullborg(s) klint), i Tingstads socken på Vikbolandet i Norrköpings kommun, är en av Östergötlands mest intressanta och ligger ca 500 meter åt sydost om Stora Gullborg, som har fått sitt namn av fornborgen. Den mäter cirka 180 × 100–130 m (öst-västlig riktning) och begränsas i norr och öster av branta stup som har gett naturligt skydd åt fornborgen, i söder av en brant sluttning och i väster av en sänka i bergryggen. Längs sluttningskrönet i söder och väster ligger en nästan sammanhängande stenvall 125 m lång, nu avbruten av ett par smärre bergklackar. Vallen är 3–10 m bred (ursprungligen högst 8 m) och 0,3–1,5 m hög. Den är uppbyggd av i regel 0,3–0,8 m stora, vanligen skarpkantade stenar. Talrika upptill 1,5 m stora block ingår. Västra utsidan har nästan helt bevarad, och smärre partier i söder delvis bevarad kallmur i intill 4 skift och 1,3 m hög. I sydväst har denna bildat ett hörn. Den mäktiga murmassans väldiga block ger ett mer påtagligt intryck av avsiktligt byggnadsverk än många andra östgötska fornborgar, men även här är stora partier i söder och delar i väster nedrasade, intill 15 m från vallen. Inre begränsningen delvis oklar. Inom fornborgen på bergets krönparti är en stensättningsliknande lämning, närmast rund, cirka 7 m i diameter och 0,2 m hög, övertorvad med i ytan enstaka stenar 0,2–0,5 m stora. I sydöst kantkedjeliknande stenrad av 0,2 m stora stenar, bevuxen med slånbuskar. Sannolikt rest efter optisk telegraf. På berget söder härom är inhugget en norrpil. Arkeologen Carl Fredrik Nordenskjöld antecknade i början av 1870-talet förekomsten av en stensatt brunn i borgens mitt och antog att ett äldre kummel funnits på platsen, där den "topografiska signalen" stod under denna tid. I sänkor i bergkrönets västra del är kraftiga, delvis undersökta kulturlager. Gullborg utgrävdes av Bror Schnittger sommaren 1909, då åtta grävningsrutor upptogs på sammanlagt cirka 200 m² och ett antal stickprov gjordes i marken. Gullborg dateras till romersk järnålder-folkvandringstid, utifrån de förhållandevis talrika fynden och till dem räknas en liten spirallagd guldten à 3,5 gram; tre fibulor av brons; svärdslidsbeslagsfragment; en grön glasmynningskantskärva med ovala inslipningsspår och ett grönt flaskhalsfragment; dessutom gjutformsfragment, slagg och en degel för metallgjutning, några pil- och spjutspetsar, ett fragment av en sköldbuckla, knivar, lie, broddar, hårnålar, slip- och brynstenar, malsten, vävtyngder, lergods, kol och kreatursben. Ett fynd som avvek från de övriga och som visar att borgplatån har använts även före fornborgens uppförande, är ett stenåldersredskap av röd skiffer. Särskilt i dessa utgrävda partier men även i övrigt är berget nu beväxt med talrika lövbuskar, enbuskar och slån- och nyponsnår, längs foten tallskog. Bergens avgränsning i väster är något oviss. Bergribban närmast utanför vallen är lika hög som bergplatån och bör därför anses ingå i fornborgen trots att vallar där saknas. I den grunda sänkan utanför vallen i väster kan en stig ha gått fram. Smärre stensamlingar i sluttningarna kan ej konstateras vara anlagda. Landskapet runt fornborgen innehåller ett stort antal fornminnen, många från järnåldern och våren 2008 påträffades vid en arkeologisk prospektering under Martin Rundkvists ledning, nedanför Gullborg på Stora Gullborgs ägor, ett fragment av ett likarmat spänne i kopparlegering, ett så kallat Ljønesspänne från 800-talet, vid sidan av mer nutida fynd. Både Bror Schnittger och Martin Rundkvist daterar Gullborgs huvudfas till sen romersk järnålder. Rundkvist anser att fornborgen är Östergötlands rikaste kända elitboplats från denna tid och tillika det enda fall där vi vet den exakta platsen för en dåtida elitbosättning i landskapet, även om den med stor sannolikhet haft fast bosättning också under folkvandringstid, även om de arkeologiska utgrävningarna så här långt inte har uppvisat daterbara tecken på någon elitnärvaro under denna tid. Fragmentet av en tidigvendeltida sköld indikerar även på bosättning in i vendeltiden, men det är bara inledningsvis av den här perioden och sedan verkar det som Gullborg har övergivits.

### Jämjöborg

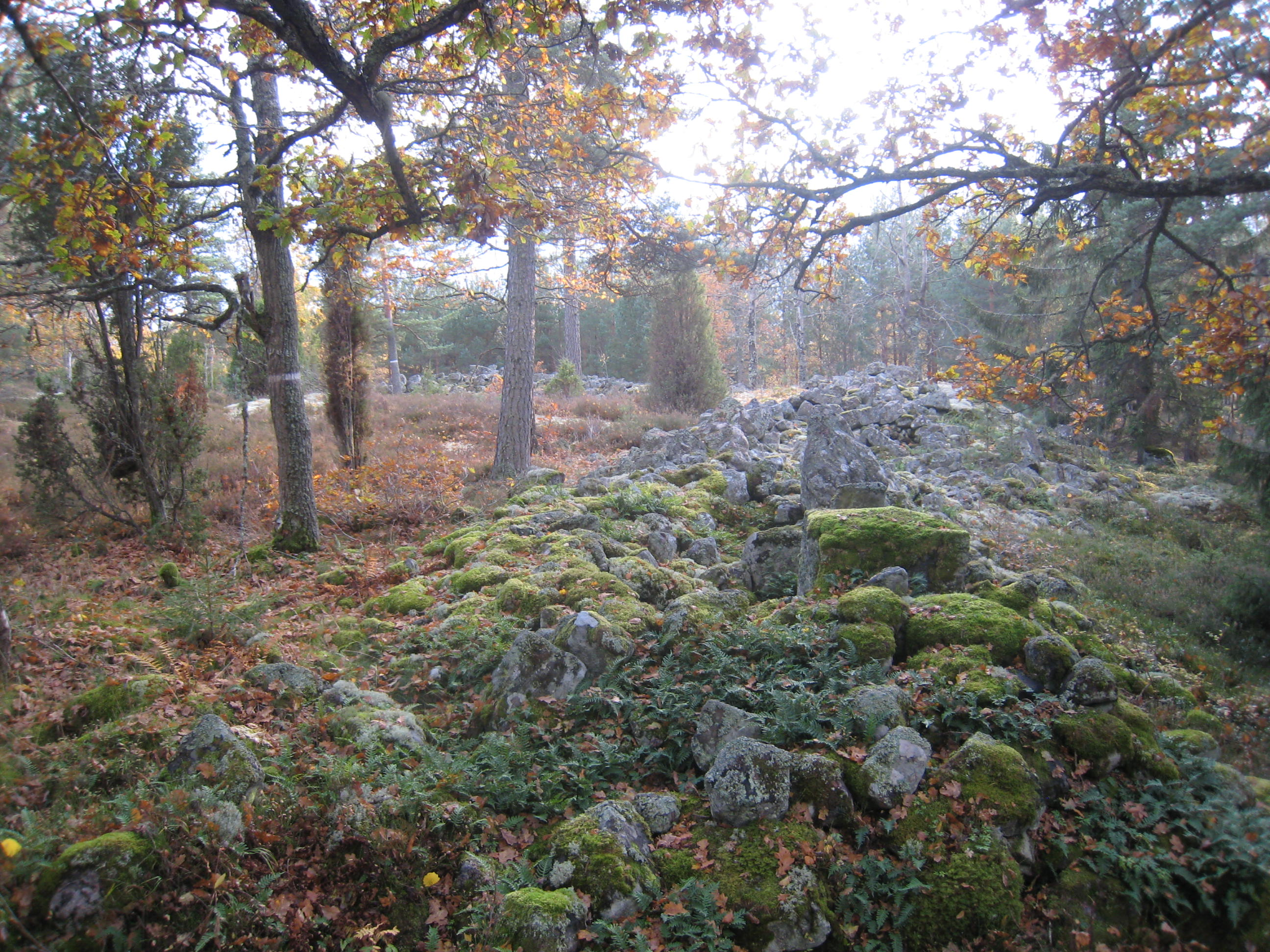
Jämjöborg

Jämjöborg, även kallad Ormsten, är en av Östergötlands största fornborgar och ligger i Östra Husby församling på Vikbolandet. Dess stenmurar mäter sammanlagt cirka 600–700 m i längd, plus en osäker förvall om 290 meters längd i sydväst. Fornborgens murmassa är ställvis 6–7 m bred och upp till 1,5 m i höjd. Berget fornborgen ligger på är inte särskilt högt och därför är de flesta väderstreck skyddade av stenvallar, kraftigast mot väster. Dock finns oskyddade partier vid stupavsnitt i norra delen av östsidan och västra delen av nordsidan. Församlingsgränsen till Östra Stenby går längs den västra vallen och alldeles i närheten av Jämjöborg finns andra fornborgar att beskåda.

### Lillsjöborgen
Lillsjöborgen är en förmodad fornborg på ca 90 m ö.h. i östligaste delen av Kvillingeförkastningen vid Jursla, i Norrköpings kommun. Fornborgen mäter cirka 210 × 70 meter och omgärdas av endast en kvarvarande murrest i västnordvästra delen och har nio meters längd, 2–3 meters bredd och 0,1–0,3 meter höjd. Stenarna är delvis övertorvade och arkeologerna misstänker att det är ett obefäst berg, då murrester saknas i de partier som borde ha varit förstärkta med kallmurade stenvallar ur försvarssynpunkt. Denna i folkmun ansedda fornborg är ett bra exempel på hur svårt det kan vara att bedöma fornborgarnas eventuella autenticitet. I alla fall har den ett RAÄ-nummer.

### Lövstad

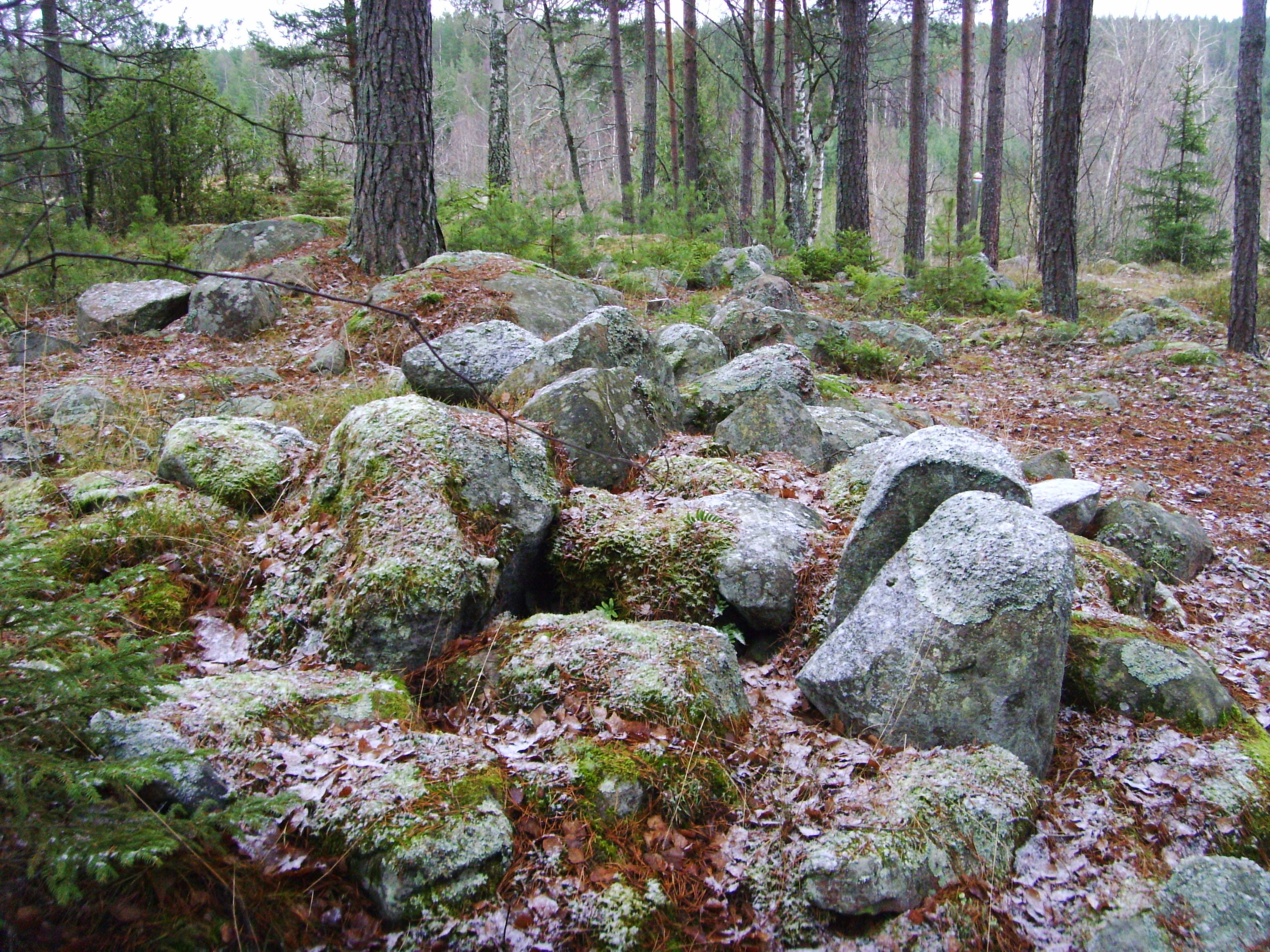
Fornborgen i Lövstad.

Fornborgen i Lövstad i Kimstads församling är en av de minsta i Östergötland, såsom Brudbergets fornborg är denna belägen på ett krön av ett mindre berg, dock saknar det i Lövstad eget namn, med branta stup på tre sidor och en avgränsad låg kallmurad stenmur, här belägen i söder där terrängen är mera långsluttande. Muren är cirka 35 meter lång och inte ens en meter hög, i bredd maximalt 5 meter. Trots sin ringa storlek är fornborgen välbesökt då Löfstad fornstig passerar densamma, söder därom finns spår av en hålväg, troligen en del av den äldsta landsvägen genom Östergötland, utmed hålvägens östra sida hittas även knappt 100 meter lång stensträng och alldeles intill denna ett gårdsgravfält som består av minst 30 runda och 6 kvadratiska stensättningar varav de största har en diameter på 10–12 meter, samt ett gravröse med två hällkistor. Det senare är daterat till bronsåldern, medan gårdsgravfältet utifrån sitt utseende till äldre järnåldern.

### Moteklint
Moteklint, även en gång i tiden kallad för Fårklämman, är en fornborg på cirka 100–110 m ö.h. i Kvillingeförkastningen i Norrköpings kommun. I närheten ligger två andra fornborgar, Torsklint och Skärlötaborgen. Fornborgen Moteklint mäter cirka 160 × 80 meter och murresterna har en sammanlagd längd av ca 50 meter. I den västnordvästra delen finns en sammanhängande mur à 35 meters längd, medan i bergskrevor hittas 4–7 meter långa partier. I Moteklint har påträffats en pilspets av skiffer.

### Ramunderborgen

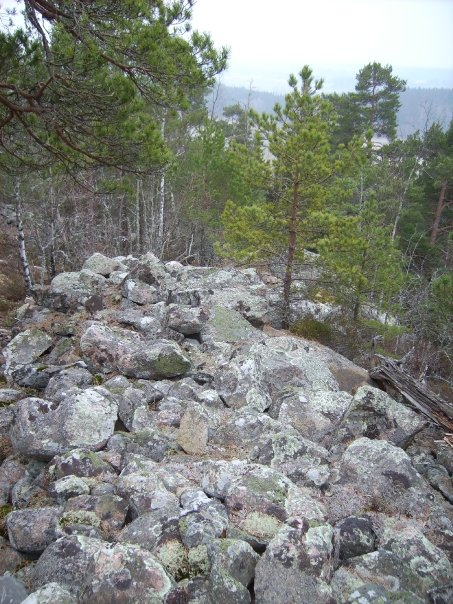
Ramunderborgen

Ramunderborgen är en fornborg i Norrköpings kommun. Fornborgen ligger på Borgberget som är Vikbolandets högsta berg (cirka 93 m ö.h.) Borgen tillhör fastlandets absolut största och mäter cirka 500 × 200m. Ramunderborgens kallmurade stenvallar är sammanlagt 660 meter långa, men borgen befästes till större delen av Borgbergets naturliga stup. Det råder delade meningar om borgen var en tillflyktsborg som användes vid oroliga tider eller om den hade fast boende befolkning, men den anlades troligen under folkvandringstiden. I anslutning till Borgberget finns även stora gravrösen som anses vara cirka 1000 år äldre än fornborgen. Fornborgen kan nås till fots från Söderköping via en naturled över Ramunderberget. Det går också komma nära Borgberget bilvägen.

### Skärlötaborgen
Skärlötaborgen är en fornborg på cirka 75 m ö.h. i Kvillingeförkastningen i Norrköpings kommun. Den anlades troligen under folkvandringstiden. Fornborgen mäter cirka 140 × 60 meter och de splittrade murresterna à 10–20 meter har en sammanlagd längd av cirka 90 meter. Ingången à 2 meter bred finns i sydost. I närheten ligger två andra fornborgar, Torsklint och Moteklint.

### Torsborgen
Torsborgen är en fornborg på cirka 130 m ö.h. i östligaste delen av Kvillingeförkastningen vid Jursla, i Norrköpings kommun. Den anlades troligen under folkvandringstiden. Fornborgen mäter cirka 300 × 90 meter och omgärdas av splittrade murrester cirka 40, 24 och 20 meter långa som längst och därtill ett flertal mindre mindre murrester 5–10 meter i längd. Den sammanlagda längden på kallmurningarna är cirka 140 meter.

### Torsklint

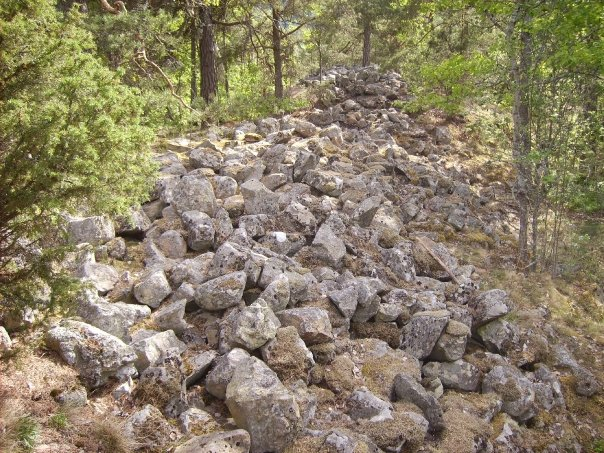
Fornborgen Torsklint

Torsklint är en av fem fornborgar i Kvillingeförkastningen i Norrköpings kommun, alldeles i närheten finns Moteklint och Skärlötaborgen. Torsklint ligger på ett högt berg på nivån cirka 100–115 m ö.h. med milsvid utsikt över Glan, Bråviken och slättlandskapet ända fram till Norrköping. Fornborgen uppmärksammades redan av fornforskningen på 1600-talet. I Rannsakningar om antikviteterna 1667-1684 sägs att Torsklint är "... ett högdt Bärgh ett litet stycke ifrån Kyrckian, i wäster, ifrån hwilkets högsta spets och alt neder åth emellan Bärgsskrefworna mycken steen som för murar fordom är sammanfördh." Den anlades troligen under folkvandringstiden och är delvis utgrävd. På borgen företog Bror Schnittger under åren 1908 och 1913 utgrävningar, omfattande knappt 20 kvadratmeter. Därvid anträffades över 200 krukskärvor av grovt, oornerat lergods samt 13 fragment av silkärl och lika många av lertrissor med mitthål, samt ett fragment av pyramidformig lertyngd, slutligen en marleka och en bränd benflisa. Fornborgen mäter 110 × 90 meter, med en sammanlagd längd av cirka 120 meter kallmurade murar. I den nordvästra delen av den 75 meter långa sammanhängande muren är i modern tid upptagen en ingång med stentrappa. Nedanför Torsklintsborgen ligger även en fristående kallmurad mur som kan härröra från samma tid.

### Tångstads fornborg

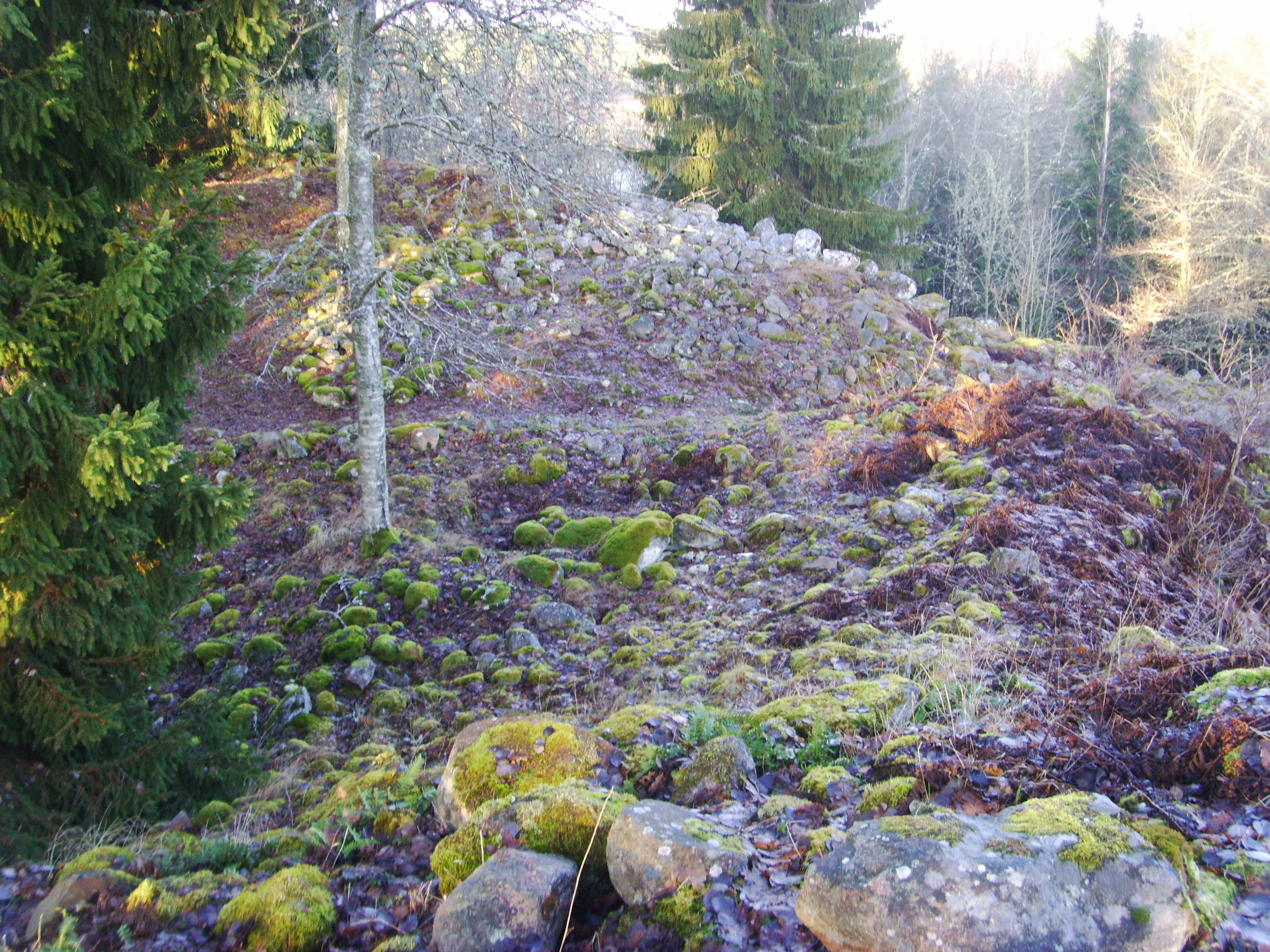
Östra ingången till Tångstads fornborg.

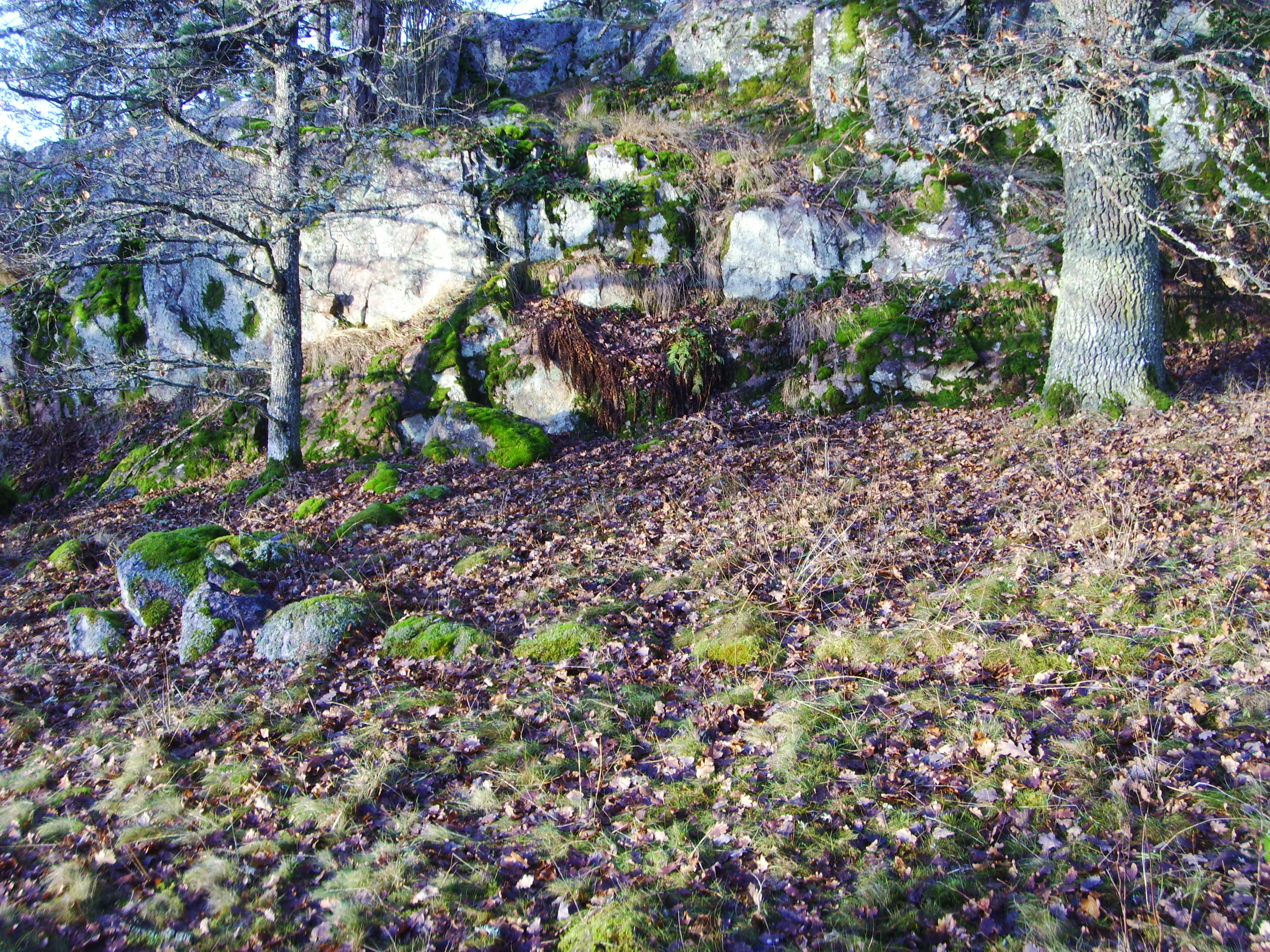
Grunderna efter ett av de två järnåldershusen i Tångstads fornborg som utgrävdes 1963.

Tångstads fornborg, även kallat för Borgberget i Tångstad, utanför Norsholm i Kimstads församling är en av de största i Östergötland, jämförbar med  Ramunderborgen och Jämjöborg på Vikbolandet. Den har en kraftig stenvall – en gång i tiden kallmurad, men numera starkt nedrasad, även om det på vissa ställen går att se den ursprungliga yttersidan – i alla väderstreck, utom i söder där berget stupar brant ned mot Roxens utlopp i Motala ström. I öster där bergssluttningen är som svagast finns de kraftigaste partierna av fornborgen och ingången till densamma, även om den naturliga klyftan i väster nog också användes för samma ändamål. Murmassornas höjd och bredd i öster överträffar alla andra anläggningar av detta slag i landskapet. Två murar hittas, en yttre och inre, varav den senare är den högsta och kan nå en höjd av ett par meter och en bredd på tio meter, medan den förra muren är svagare till sin karaktär med en höjd på omkring en halvmeter och en bredd av några meter. Redan på Wernstens karta från 1699 utritades Tångstads fornborg schematiskt med dubbla vallar och kallades å kartan för Skantse-Bärget och ängen norr om berget för Bårrängen. Delar av fornborgens västra murar nedrevs kring sekelskiftet 1900 eller dess före och lades till grund under ett närbeläget tegelbruk som då var i drift. I flera av Östergötlands fornborgar har man vid arkeologiska utgrävningar funnit artefakter som visar att dessa har haft en fast bosättning, så också i Tångstads fornborg, men det som gör den senare intressant är att man vid en begränsad arkeologisk undersökning 1963 fann dessa fynd – vävtyngder, krukskärvor, brynen och järnslagg – i två husgrunder. Järnåldershallarna var 18 × 6,5 m och 17 × 7–9 m stora och husen hade haft väggar av sammanflätade vidjor tätade med lera. En ännu kvarvarande vattenkälla möjliggjorde fast bosättning och i delar av den stora borgplatån antas ha idkats jordbruk.

## Vadstena och Ödeshögs kommuner
Se Omberg

## Lista över fornborgarna
Lista över de 143 fornborgar i Östergötland som upptas i Fornminnesregistret.
| Namn                   | Koordinat                                     | RAÄ-nummer     | bild | kommentar |
| ---------------------- | --------------------------------------------- | -------------- | ---- | --------- |
|                        | 58°26′00″N 15°51′25″Ö / 58.43324°N 15.85684°Ö | 67:1           |      |           |
|                        | 58°22′12″N 15°51′17″Ö / 58.36987°N 15.8548°Ö  | 169:1          |      |           |
|                        | 58°21′01″N 15°53′39″Ö / 58.35017°N 15.89426°Ö | 206:1          |      |           |
|                        | 58°20′29″N 15°55′22″Ö / 58.34135°N 15.92285°Ö | 210:1          |      |           |
|                        | 58°17′31″N 16°03′19″Ö / 58.29202°N 16.05517°Ö | 7:1            |      |           |
|                        | 58°20′21″N 15°57′17″Ö / 58.33925°N 15.95472°Ö | 17:1           |      |           |
|                        | 58°20′04″N 15°56′38″Ö / 58.33452°N 15.9439°Ö  | 19:1           |      |           |
| Stora Rövarborgen      | 58°31′03″N 16°05′11″Ö / 58.51751°N 16.08634°Ö | 102:1          |      |           |
| Lilla Rövarborgen      | 58°31′16″N 16°04′53″Ö / 58.52102°N 16.08134°Ö | 103:1          |      |           |
| Brudberget             | 58°33′07″N 16°05′03″Ö / 58.55206°N 16.08413°Ö | 219:1          |      |           |
| Vargklevsberget        | 58°36′03″N 15°21′40″Ö / 58.60078°N 15.36116°Ö | 5:1            |      |           |
| Juteberget             | 58°33′46″N 15°18′17″Ö / 58.56286°N 15.30467°Ö | 6:1            |      |           |
|                        | 58°23′42″N 16°20′31″Ö / 58.39488°N 16.34201°Ö | 220:1          |      |           |
| Trimplaberget          | 58°13′48″N 15°04′32″Ö / 58.22989°N 15.07557°Ö | 9:1            |      |           |
|                        | 58°13′16″N 15°00′18″Ö / 58.22104°N 15.00496°Ö | 64:1           |      |           |
|                        | 58°32′49″N 16°22′21″Ö / 58.54697°N 16.37259°Ö | 16:1           |      |           |
|                        | 58°12′52″N 15°23′51″Ö / 58.21448°N 15.39759°Ö | 177:1          |      |           |
|                        | 58°18′02″N 15°23′26″Ö / 58.30054°N 15.39068°Ö | 182:1          |      |           |
|                        | 58°18′22″N 15°50′41″Ö / 58.30599°N 15.84472°Ö | 38:1           |      |           |
|                        | 58°27′25″N 16°06′17″Ö / 58.45706°N 16.10479°Ö | 20:1           |      |           |
|                        | 58°27′10″N 16°07′45″Ö / 58.45284°N 16.12909°Ö | 22:1           |      |           |
|                        | 58°26′20″N 16°07′01″Ö / 58.43889°N 16.11708°Ö | 34:1           |      |           |
| Skansberget            | 57°55′18″N 15°44′08″Ö / 57.92177°N 15.73564°Ö | 22:1           |      |           |
|                        | 57°54′57″N 15°49′42″Ö / 57.91592°N 15.82825°Ö | 25:1           |      |           |
| Bunkberget             | 57°50′39″N 15°55′31″Ö / 57.84407°N 15.92519°Ö | 44:1           |      |           |
| Hinseberget            | 57°51′25″N 15°59′35″Ö / 57.85701°N 15.99317°Ö | 1:1            |      |           |
| Rummeberg              | 57°53′06″N 15°58′33″Ö / 57.88504°N 15.97571°Ö | 2:1            |      |           |
| Korpberget             | 57°55′03″N 15°58′24″Ö / 57.91745°N 15.97325°Ö | 6:1            |      |           |
|                        | 58°05′21″N 15°49′35″Ö / 58.08907°N 15.8264°Ö  | 19:1           |      |           |
| Skansberget            | 58°45′10″N 15°29′21″Ö / 58.75289°N 15.48907°Ö | 56:1           |      |           |
|                        | 58°33′57″N 16°39′07″Ö / 58.56582°N 16.652°Ö   | 16:1           |      |           |
|                        | 58°32′32″N 16°39′10″Ö / 58.5422°N 16.65284°Ö  | 98:1           |      |           |
|                        | 58°31′38″N 16°40′41″Ö / 58.52731°N 16.67802°Ö | 181:2          |      |           |
|                        | 58°31′26″N 16°40′16″Ö / 58.52401°N 16.67099°Ö | 186:1          |      |           |
|                        | 58°34′03″N 16°38′05″Ö / 58.56752°N 16.63483°Ö | 290:1          |      |           |
|                        | 58°31′33″N 16°38′41″Ö / 58.52596°N 16.64469°Ö | 390:1          |      |           |
|                        | 58°31′49″N 16°01′38″Ö / 58.53025°N 16.0272°Ö  | 82:1           |      |           |
|                        | 58°30′52″N 15°57′04″Ö / 58.51443°N 15.9511°Ö  | 93:1           |      |           |
|                        | 58°32′48″N 16°00′42″Ö / 58.54667°N 16.0117°Ö  | 104:1          |      |           |
| Borgarberget           | 57°59′28″N 15°37′58″Ö / 57.9911°N 15.63264°Ö  | 5:1            |      |           |
| Bergklint              | 58°36′46″N 15°11′27″Ö / 58.61278°N 15.19096°Ö | 41:1           |      |           |
|                        | 58°31′41″N 16°27′51″Ö / 58.528°N 16.46412°Ö   | 96:1           |      |           |
|                        | 58°30′50″N 16°25′04″Ö / 58.5138°N 16.41765°Ö  | 107:1          |      |           |
| Borggölsberget         | 58°34′34″N 16°01′20″Ö / 58.57608°N 16.0223°Ö  | 2:1            |      |           |
| Skärlötaborgen         | 58°38′59″N 16°05′27″Ö / 58.6498°N 16.09092°Ö  | 24:1           |      |           |
| Moteklint              | 58°38′54″N 16°04′57″Ö / 58.64831°N 16.08257°Ö | 25:1           |      |           |
| Torsklint              | 58°39′04″N 16°06′44″Ö / 58.651°N 16.11212°Ö   | 29:1           |      |           |
|                        | 58°39′24″N 16°08′45″Ö / 58.6566°N 16.14591°Ö  | 30:1           |      |           |
| Torsborgen             | 58°39′36″N 16°08′05″Ö / 58.6599°N 16.13459°Ö  | 31:1           |      |           |
| Borgareberget          | 58°40′37″N 16°07′24″Ö / 58.67705°N 16.12325°Ö | 39:1           |      |           |
| Medelöskans            | 58°06′45″N 15°52′31″Ö / 58.11262°N 15.8753°Ö  | 1:1            |      |           |
|                        | 58°08′06″N 15°50′17″Ö / 58.13512°N 15.83807°Ö | 3:1            |      |           |
|                        | 58°06′13″N 15°46′42″Ö / 58.10358°N 15.77841°Ö | 11:1           |      |           |
|                        | 58°05′14″N 15°39′57″Ö / 58.08735°N 15.66577°Ö | 16:1           |      |           |
|                        | 58°05′02″N 15°41′02″Ö / 58.08402°N 15.68384°Ö | 20:1           |      |           |
|                        | 58°04′49″N 15°41′10″Ö / 58.08017°N 15.68613°Ö | 82             |      |           |
| Uveborg                | 58°21′26″N 15°43′54″Ö / 58.35709°N 15.73158°Ö | 4:1            |      |           |
|                        | 58°20′33″N 15°42′07″Ö / 58.34261°N 15.70183°Ö | 66:1           |      |           |
|                        | 58°21′27″N 15°46′26″Ö / 58.35748°N 15.77398°Ö | 88:1           |      |           |
|                        | 58°23′15″N 15°41′13″Ö / 58.38756°N 15.68688°Ö | 156:1          |      |           |
|                        | 58°22′32″N 15°37′39″Ö / 58.37565°N 15.62758°Ö | 347:1          |      |           |
| Gottorpeslott          | 58°33′50″N 15°28′51″Ö / 58.56375°N 15.48084°Ö | 23:1           |      |           |
| Murberget              | 58°17′21″N 15°10′20″Ö / 58.28915°N 15.17214°Ö | 1:1            |      |           |
|                        | 58°18′11″N 15°09′29″Ö / 58.3031°N 15.15819°Ö  | 173:1          |      |           |
|                        | 58°15′52″N 15°09′37″Ö / 58.26453°N 15.16024°Ö | 201:1          |      |           |
|                        | 58°26′16″N 16°25′38″Ö / 58.43779°N 16.42716°Ö | 108:1          |      |           |
|                        | 58°18′01″N 15°30′20″Ö / 58.30029°N 15.50564°Ö | 223            |      |           |
| Skansberget            | 58°01′42″N 15°44′08″Ö / 58.0283°N 15.73544°Ö  | 1:1            |      |           |
| Borgkullen             | 57°59′25″N 15°56′21″Ö / 57.99016°N 15.93907°Ö | 20:1           |      |           |
|                        | 58°13′08″N 14°55′50″Ö / 58.21885°N 14.93054°Ö | 66:1           |      |           |
| Loreborg               | 58°44′36″N 15°48′19″Ö / 58.74332°N 15.8052°Ö  | 71:1           |      |           |
|                        | 58°41′30″N 15°43′25″Ö / 58.69172°N 15.72364°Ö | 234:1          |      |           |
| Drottning Ommas borg   | 58°22′49″N 14°40′34″Ö / 58.38041°N 14.67599°Ö | 35:1           |      |           |
|                        | 58°13′08″N 14°51′27″Ö / 58.21902°N 14.8576°Ö  | 66:1           |      |           |
|                        | 58°20′02″N 16°44′57″Ö / 58.33397°N 16.74906°Ö | Anna 35:1      |      |           |
|                        | 58°18′56″N 16°49′07″Ö / 58.31547°N 16.81849°Ö | Anna 79:1      |      |           |
|                        | 58°32′51″N 16°13′01″Ö / 58.54763°N 16.217°Ö   | Johannes 31:1  |      |           |
|                        | 58°43′37″N 16°10′42″Ö / 58.72703°N 16.17829°Ö | 19:1           |      |           |
| Borgarö                | 58°18′25″N 15°31′33″Ö / 58.30708°N 15.5259°Ö  | 59:1           |      |           |
|                        | 58°58′26″N 15°48′49″Ö / 58.97381°N 15.81369°Ö | 28:1           |      |           |
|                        | 58°55′01″N 15°52′13″Ö / 58.91689°N 15.87019°Ö | 70:1           |      |           |
|                        | 58°29′10″N 15°59′26″Ö / 58.48614°N 15.99043°Ö | 5:1            |      |           |
|                        | 58°25′29″N 15°59′43″Ö / 58.42479°N 15.9954°Ö  | 106:1          |      |           |
|                        | 58°27′31″N 16°21′01″Ö / 58.45855°N 16.35036°Ö | 25:1           |      |           |
|                        | 58°26′51″N 16°21′50″Ö / 58.44744°N 16.36377°Ö | 35:1           |      |           |
| Snaveborg              | 58°30′52″N 15°34′22″Ö / 58.51431°N 15.57275°Ö | 1:1            |      |           |
|                        | 58°31′16″N 16°15′24″Ö / 58.52105°N 16.25655°Ö | 29:1           |      |           |
| Gullborg               | 58°32′07″N 16°18′04″Ö / 58.53515°N 16.30098°Ö | 54:1           |      |           |
|                        | 58°32′37″N 16°14′10″Ö / 58.54361°N 16.23614°Ö | 90:1           |      |           |
| Borge huvud            | 58°08′22″N 15°43′56″Ö / 58.13933°N 15.73225°Ö | 3:1            |      |           |
| Borgarmon              | 58°08′48″N 15°38′32″Ö / 58.14677°N 15.64221°Ö | 18:1           |      |           |
|                        | 58°31′03″N 16°22′49″Ö / 58.51759°N 16.38028°Ö | 54:1           |      |           |
|                        | 58°29′09″N 16°22′27″Ö / 58.48585°N 16.37428°Ö | 55:1           |      |           |
| Ramundersborg          | 58°29′29″N 16°21′09″Ö / 58.49142°N 16.35259°Ö | 56:1           |      |           |
| Gullbacken             | 58°28′20″N 15°49′46″Ö / 58.47219°N 15.82948°Ö | 98:1           |      |           |
|                        | 58°19′57″N 15°41′46″Ö / 58.33239°N 15.69606°Ö | 222:1          |      |           |
|                        | 58°26′51″N 15°27′51″Ö / 58.44751°N 15.46428°Ö | kloster 1:1    |      |           |
| Göten                  | 58°31′26″N 15°45′41″Ö / 58.52378°N 15.76131°Ö | 2:1            |      |           |
| Suggebo skans          | 58°33′36″N 15°52′51″Ö / 58.56011°N 15.88085°Ö | 21:1           |      |           |
|                        | 58°36′21″N 15°50′43″Ö / 58.60576°N 15.84531°Ö | 63:1           |      |           |
|                        | 58°36′12″N 15°51′44″Ö / 58.60345°N 15.86218°Ö | 65:1           |      |           |
| Borgarberget           | 58°11′16″N 15°41′07″Ö / 58.18782°N 15.68522°Ö | 26:1           |      |           |
|                        | 58°12′58″N 15°36′37″Ö / 58.21599°N 15.6103°Ö  | 57:1           |      |           |
|                        | 58°18′09″N 15°57′06″Ö / 58.30248°N 15.95174°Ö | 54:1           |      |           |
| Hovby skans            | 58°00′54″N 15°43′22″Ö / 58.01512°N 15.72279°Ö | Eneby 18:1     |      |           |
| Skansberget            | 58°04′02″N 15°41′28″Ö / 58.06728°N 15.69115°Ö | Eneby 65:1     |      |           |
|                        | 58°03′26″N 15°41′36″Ö / 58.05735°N 15.69333°Ö | Eneby 66:1     |      |           |
| Hammarberget           | 58°03′44″N 15°39′18″Ö / 58.06232°N 15.655°Ö   | Eneby 155:1    |      |           |
|                        | 58°02′36″N 15°40′33″Ö / 58.04341°N 15.6759°Ö  | Eneby 308      |      |           |
| Skansberget            | 58°16′25″N 15°17′30″Ö / 58.27356°N 15.29158°Ö | Harg 23:1      |      |           |
| Finnberget             | 58°17′41″N 15°13′07″Ö / 58.29459°N 15.21874°Ö | Harg 27:1      |      |           |
|                        | 58°14′16″N 15°17′45″Ö / 58.23764°N 15.29582°Ö | Harg 119:1     |      |           |
|                        | 58°30′00″N 16°06′22″Ö / 58.4999°N 16.1061°Ö   | Husby 1:1      |      |           |
| Degensborg             | 58°30′46″N 16°12′08″Ö / 58.5129°N 16.20209°Ö  | Husby 88:1     |      |           |
| Lilla Gäverstadsborgen | 58°29′59″N 16°12′05″Ö / 58.4998°N 16.20141°Ö  | Husby 95:1     |      |           |
|                        | 58°18′25″N 14°38′57″Ö / 58.30701°N 14.64908°Ö | Tollstad 17:1  |      |           |
| Borggården             | 58°19′32″N 14°39′16″Ö / 58.32555°N 14.65438°Ö | Tollstad 18:1  |      |           |
|                        | 58°28′28″N 16°29′11″Ö / 58.47457°N 16.48648°Ö | 1:1            |      |           |
|                        | 58°29′27″N 16°29′17″Ö / 58.49086°N 16.48798°Ö | 15:1           |      |           |
| Höga Visten            | 58°29′22″N 16°31′21″Ö / 58.48939°N 16.5226°Ö  | 48:1           |      |           |
|                        | 58°22′35″N 15°58′33″Ö / 58.37639°N 15.97584°Ö | 106:1          |      |           |
|                        | 58°25′21″N 15°59′08″Ö / 58.42255°N 15.98561°Ö | 153:1          |      |           |
| Onstenen               | 58°32′08″N 16°33′17″Ö / 58.53567°N 16.55481°Ö | Husby 26:1     |      |           |
|                        | 58°33′40″N 16°34′45″Ö / 58.56104°N 16.57907°Ö | Husby 316:1    |      |           |
|                        | 58°35′55″N 16°34′29″Ö / 58.59857°N 16.57462°Ö | Husby 321:1    |      |           |
|                        | 58°35′16″N 16°36′32″Ö / 58.5879°N 16.6089°Ö   | Husby 357:1    |      |           |
| Fornborg               | 58°29′02″N 16°36′07″Ö / 58.48392°N 16.60197°Ö | Ny 10:1        |      |           |
|                        | 58°28′34″N 16°36′54″Ö / 58.47598°N 16.61507°Ö | Ny 15:1        |      |           |
|                        | 58°29′45″N 16°38′55″Ö / 58.49588°N 16.64863°Ö | Ny 51:1        |      |           |
|                        | 58°31′15″N 16°34′56″Ö / 58.52097°N 16.58233°Ö | Ny 65:1        |      |           |
| Ängeby knös            | 58°30′27″N 16°33′15″Ö / 58.50738°N 16.55428°Ö | Ny 83:1        |      |           |
|                        | 58°31′04″N 16°33′59″Ö / 58.51767°N 16.56643°Ö | Ny 94:1        |      |           |
|                        | 58°27′12″N 16°34′16″Ö / 58.45327°N 16.571°Ö   | Ny 126:1       |      |           |
|                        | 58°27′30″N 16°35′51″Ö / 58.45843°N 16.5976°Ö  | Ny 127:1       |      |           |
|                        | 58°24′35″N 16°13′07″Ö / 58.40967°N 16.2187°Ö  | Ryd 4:1        |      |           |
|                        | 58°23′53″N 16°09′38″Ö / 58.39806°N 16.16063°Ö | Ryd 13:1       |      |           |
|                        | 58°23′10″N 16°03′08″Ö / 58.38609°N 16.05224°Ö | Ryd 55:1       |      |           |
| Hagebyberg             | 58°30′25″N 15°47′58″Ö / 58.50681°N 15.79931°Ö | Skrukeby 92:1  |      |           |
|                        | 58°33′16″N 16°31′00″Ö / 58.55435°N 16.5167°Ö  | Stenby 21:1    |      |           |
| Onsten                 | 58°32′45″N 16°32′24″Ö / 58.54579°N 16.54008°Ö | Stenby 27:1    |      |           |
|                        | 58°36′45″N 16°28′31″Ö / 58.61242°N 16.47516°Ö | Stenby 134:1   |      |           |
|                        | 58°34′23″N 16°27′50″Ö / 58.5731°N 16.46398°Ö  | Stenby 204:1   |      |           |
|                        | 58°20′59″N 15°20′57″Ö / 58.34965°N 15.3492°Ö  | Tollstad 119:1 |      |           |